# お耳役秘帳
『お耳役秘帳』（おみみやく ひちょう）は、1976年4月6日から9月28日まで、フジテレビ系列で毎週火曜22時から1時間枠で放送された関西テレビ・歌舞伎座テレビ製作のテレビ時代劇。全26話。

## 概要
秋田20万石・佐竹藩の江戸留守居役・田の内伊織（有島一郎）の配下として目付役を務め、影では藩の難題を解決するためのお耳役（諸事情報係）としても活動する檜十三郎（伊吹吾郎）の活躍を描く。
人物設定などに1970年代に流行したスパイアクションドラマの要素を取り入れ製作されたテレビ時代劇である。

## スタッフ
- プロデューサー：大塚貞夫、田原敏孝、佐谷欣吾
- 原作：島田一男『お耳役秘帳』（桃源社）
- 脚本：和久田正明、宮川一郎、飛鳥ひろし、国弘威雄、竹内勇太郎、鈴木生朗、大工原正泰、加藤泰、八尋大和、中村努
- 監督：田中徳三、村野鐵太郎、松尾正武、家喜俊彦、倉田準二、原田隆司、池広一夫、西山正輝、山田達雄、荒井岱志、原田雄一
- 音楽：牧野由多可
- 特技：宍戸大全（第1、4、7、10、11、14、20、23話）
- 殺陣：美山晋八
- 現像：東洋現像所
- 製作協力：京都映画
- 製作：関西テレビ、歌舞伎座テレビ

## キャスト
- 檜十三郎：伊吹吾郎

主人公。
- 田の内伊織：有島一郎（第14話、第19話、第24話を除く）

十三郎の上司。
- お春：高沢順子（第3話、第9話、第11話、第14話、第17話～第19話、第21話～第24話を除く）
- 志波京之介：御木本伸介（第1話～第9話、第11話～第13話、第19話、第20話、第22話～）

定町廻り同心。
- お千：磯野洋子（第1話～第9話、第11話、第13話、第16話）
- 小花：八木孝子（第1話～第8話、第12話～第15話、第17話～）
- ちょん平：砂塚英夫（第1話、第2話、第5話、第13話、第14話、第19話、第25話）
- どて金：大橋壮多（第1話～第9話、第11話、第12話、第19話、第20話、第22話、第26話）

京之介配下の岡っ引き。
- 中村雨之丞：人見きよし（第19話、第23話）
- 望月多左衛門：須賀不二男（第3話、第5話、第7話、第18話）
- 語り：芥川隆行

## 放映リスト（サブタイトルリスト）
| 話数 | 放送日        | サブタイトル           | 脚本       | 監督       | ゲスト出演者 |
| ---- | ------------- | ---------------------- | ---------- | ---------- | --- |
| 1    | 1976年 4月6日 | 仕掛けた罠の大盗賊     | 和久田正明 | 田中徳三   | 山形勲、今出川西紀、伊藤孝雄、吉本真由美、山村弘三、伊吹新吾、酒井哲 |
| 2    | 4月13日       | 噂                     | 飛鳥ひろし | 村野鐵太郎 | 葉山良二、太田博之、三浦真弓、本郷淳、有川正治、中村錦司、田中弘史、松田明、入江慎也、波多野博、黛康太郎                                                                       |
| 3    | 4月20日       | 復讐の若者             | 竹内勇太郎 | 村野鐵太郎 | 山本圭、珠めぐみ、稲葉義男、早川雄三、岩田直二、阿井美千子、千葉敏郎、西田良、馬場勝義、扇田喜久一、美鷹健児                                                                   |
| 4    | 4月27日       | 六万石を喰う男         | 飛鳥ひろし | 松尾正武   | 松山省二、市毛良枝、原良子、中山昭二、森秀人、浜伸二、滝譲二、井上茂、尾崎弥枝、三笠敬子、志乃原良子                                                                           |
| 5    | 5月4日        | おれは天下のお耳役     | 宮川一郎   | 田中徳三   | 志垣太郎、服部妙子、川合伸旺、近松麗江、五味龍太郎、汐路章、唐沢民賢、伊東亮英、近江輝子、丘路千、出水憲司                                                                     |
| 6    | 5月11日       | おぶん破れ傘           | 和久田正明 | 松尾正武   | 新藤恵美、鹿内孝、片岡五郎、守田学哉、原健策、小坂知子、平井靖、伊玖野映子、伊波一夫                                                                                           |
| 7    | 5月18日       | 女やもめの花が散る     | 鈴木生朗   | 家喜俊彦   | 高田美和、早川保、吾妻ひな子、池田駿介、山口朱美、丘夏子、内田真江、荒木景子、池田真司、松尾勝人                                                                               |
| 8    | 5月25日       | 俺がやらなきゃ誰がやる | 大工原正泰 | 倉田準二   | 吾妻ひな子、小林重四郎、沼田曜一、内田勝正、鶴田忍、森川千恵子、小田部通麿、武田禎子、佐名手ひさ子、鳴尾よね子、市川男女之助、飯田覚三、扇田喜久一、伊波一夫                   |
| 9    | 6月1日        | 聞くか聞かぬか女のお耳 | 加藤泰     | 倉田準二   | 三浦布美子、勝部演之、高峰圭二、鮎川いづみ、堀井永子、野崎善彦、沖時男、波多野博、パンク鳴也、パンダ吉田、美鷹健児、平井靖、小林加奈子、松谷玲子、小西由貴、倉谷礼子、藤原京子 |
| 10   | 6月8日        | くの一けもの宿         | 和久田正明 | 原田隆司   | 草野大悟、二本柳俊衣、原口剛、大関優子、大前均、唐沢民賢、大木智子、三浦徳子、有島淳平、黛康太郎、高並功、遠山欽、多賀勝、横堀秀勝、平井靖、山内八郎、秋本恵子、上田ひとみ     |
| 11   | 6月15日       | 隠密妻無残             | 八尋大和   | 池広一夫   | 藤巻潤、田中浩、水原麻紀、三角八郎、森章二、永野達雄、西田良、寺島雄作、田畑猛雄、中村錦司、掘北幸夫、藤川準、山内八郎、美鷹健児                                               |
| 12   | 6月22日       | 情のかけ橋を渡れ       | 中村努     | 西山正輝   | 西沢利明、平井昌一、堺左千夫、黒部進、酒井哲、出水憲司、宮本毬子、楠本光子、丸尾好弘、松尾勝人、東悦次、中江一郎                                                               |
| 13   | 6月29日       | 危機一髪               | 国弘威雄   | 田中徳三   | 長谷川明男、二宮さよ子、近江佳代、小林芳宏、山口朱美、有川博、黛康太郎、浜田雄史、花岡秀樹、重久剛、白川浩二郎、高木峯子、鈴木義章                                             |
| 14   | 7月6日        | 引き裂かれた肌         | 和久田正明 | 田中徳三   | 長谷川待子、二条朱実、山岡徹也、玉村駿太郎、平松慎吾、新海丈夫、国一太郎、市川男女之助、北原将光、野崎善彦、波多野博、沖時男、松尾勝人、寺井圭昌、広田和彦                     |
| 15   | 7月13日       | 異聞 隠密ばなし        | 竹内勇太郎 | 山田達雄   | 森次晃嗣、柴田美保子、外野村晋、原聖四郎、森本晃史、上田ひとみ、横堀秀勝、東悦次、広田和彦、平井靖、扇田喜久一、山内八郎                                                       |
| 16   | 7月20日       | おせん女地獄           | 和久田正明 | 山田達雄   | 宗方勝巳、伊達三郎、高野真二、綾川香、川浪公次郎、河野実、美鷹健児、伊豆吾朗、春日信夫、パンク鳴也                                                                             |
| 17   | 7月27日       | お耳役狩り             | 鈴木生朗   | 家喜俊彦   | 赤座美代子、天津敏、高城淳一、永野達雄、藤沢薫、入江慎也、田中弘史、石原須磨男、森秀人、阿波地大輔、岩尾正隆、東悦次、松尾勝人、三笠敬子、羽根康仁                             |
| 18   | 8月3日        | 人柱は血の川に沈んだ   | 八尋大和   | 荒井岱志   | 弓恵子、荒谷公之、藤岡重慶、松木聖、天野新士、牧冬吉、永田光男、大木晤郎、木谷邦臣、横堀秀勝、伊波一夫、平井靖、鈴木義章                                                       |
| 19   | 8月10日       | 呪いのわら人形         | 和久田正明 | 荒井岱志   | 緑魔子、遠藤太津朗、林家珍平、二瓶秀雄、堀北幸男、大東俊治、浅川美智子、鰐石鈴子、広田和彦、パンク鳴也                                                                         |
| 20   | 8月17日       | 伝馬町心中             | 竹内勇太郎 | 西山正輝   | 岩井友見、川地民夫、柳川清、山村弘三、藤川準、原鉄、宮本幸子、千代田進一、原田逸男、丸尾好弘、横堀秀勝、扇田喜久一                                                             |
| 21   | 8月24日       | 悪女・風の中           | 和久田正明 | 家喜俊彦   | ジャネット八田、岡崎二朗、守田学哉、須藤健、小田部通麿、石浜祐次郎、美鷹健児、伊波一夫                                                                                         |
| 22   | 8月31日       | 一か八かの挑戦         | 中村努     | 西山正輝   | 長内美那子、清川新吾、原泉、西田良、有川正治、野崎善彦、黛康太郎、花岡秀樹、松尾勝人、堀北幸夫、井上茂、新城邦彦、北村勝一郎、パンク鳴也                                       |
| 23   | 9月7日        | くの一地獄変           | 和久田正明 | 原田隆司   | 鮎川いずみ、倉石功、原田英子、北村英三、中村錦司、西田良、大木吾朗、平沢彰、藤沢男、平井靖、佐々木松之丞                                                                       |
| 24   | 9月14日       | どうせこの世は怨み花   | 和久田正明 | 原田雄一   | 渡辺やよい、亀石征一郎、八名信夫、近江輝子、滝村千栄子、黒須薫、日高久、寺下貞信、武田てい子、三笠敬子、出水憲司、沖時男、波多野博、新城邦彦、松尾勝人、伊波一夫、パンク鳴也   |
| 25   | 9月21日       | 人斬り毒婦             | 和久田正明 | 山田達雄   | カルーセル麻紀、和崎俊哉、汐路章、鈴木金哉、入江慎也、浜田雄史、大月正太郎、丸尾好弘、前田竜男                                                                                 |
| 26   | 9月28日       | さらばお耳役           | 和久田正明 | 山田達雄   | 北上弥太朗、藤間文彦、北村晃一、清島智子、吉岡靖彦、酒井哲、淡路康、宇佐美千繪、平井靖                                                                                         |

## 主題歌
- 伊吹吾郎「陽かげり」（作詞山口洋子、作曲中村泰士、編曲馬飼野俊一）
- 伊吹吾郎「闇夜旅 -西か東か-」（挿入歌、作詞山口洋子、作曲中村泰士、編曲馬飼野俊一）

## 放送局
特記の無い限り全て放送時間は火曜 22:00 - 22:54、同時ネット。
- 関西テレビ（制作局）
- フジテレビ
- 北海道文化放送[1]
- 秋田テレビ：月曜 23:45 - 0:40[2]
- 山形テレビ：木曜 23:40 - 0:35[3]
- 仙台放送[4]
- 福島テレビ：日曜 22:35 - 23:30[5]
- 新潟放送：月曜 14:00 - 14:55[6]
- テレビ静岡[4]
- 長野放送[4]
- テレビ山梨：木曜 23:30 - 0:25[7]
- 富山テレビ[8]
- 石川テレビ[8]
- 福井テレビ[8]
- 東海テレビ[9]
- 山陰中央テレビ[10]
- 岡山放送：月曜 23:45 - 0:40（数か月遅れネット）[11]
- テレビ新広島[12]
- テレビ愛媛[13]
- テレビ高知：金曜 22:00 - 22:54[14]
- テレビ西日本[15]
- サガテレビ[15]
- テレビ長崎：土曜 22:00 - 22:54[16]
- テレビ熊本：火曜（月曜深夜）0:30 - 1:25[17]
- テレビ大分：日曜 16:45 - 17:40[13]
- テレビ宮崎：土曜 23:45 - 0:40[18]
- 鹿児島テレビ：金曜 16:00 - 16:55（数か月遅れネット）[19]